# Ušmal
Ušmal (jukatanski majanski: Óoxmáal, što znači „triput građen”) je bio veliki pretkolumbovski grad Maja, danas ruševine na Jukatanu (Meksiko), 78 km južno od Meride i 110 km severno od grada Kampeče. Arhitekti Ušmala su razvili stil koji se rasprostirao brdovitim krajolikom područja severnog Jukatana (stil puuc, tj. „brdo”), dok je ostatak poluostrva uglavnom ravan. Hramovi i palate jednog od najvećih (imao je oko 25.000 stanovnika) i najlepših gradova na Jukatanu se protežu na stotine kvadratnih metara i naslanjaju na trgove široke poput fudbalskih igrališta koji su organizovani prema astronmskim merenjima od oko 700.-1000. godine. Zbog toga je Ušmal upisan na Uneskov spisak mesta Svetske baštine u Americi 1988. godine.
Majanska priča Patuljak-čarobnjak iz Ušmala je postavljena u Ušmalu.

## Istorija
Arheolozi često uspoređuju Ušmal sa egipatskim ruševinama u Tebi, ili sa grčkom i rimskom arhitekturom. Arheološka istraživanja pokazuju da je Ušmal sagrađen u 8. veku. Оsnovala ili osvojila ga je porodica Ksiu ili Tutil-Ksiu, plemena stranog porekla, koje se kasnije udružilo s Ernanom Kortesom u njegovom osvajanju Srednje Amerike. Ušmal se vrlo brzo počeo da se razvija i zahvaljujući monopolu nad ovim plodnim poljoprivrednim područjem, zagospodario je većim delom Jukatana od 850.-925. god. Ušmal se udružio u vojno-politički blok s Kabahom i Nojpatom, a kasnije i sa Čičen Icom, te je pomoću njih širio svoju vlast. Sve veći uticaj ratobornih Tolteka, koji su provalili na Jukatan u 10. veku, naglo je izmenio tokove tamošnje kulture i polako je doveo do propasti.
Grad je obnovljen u 13. veku i doživeo je novi procvat kao pripadnik Majapanske lige, ali je propao u dugogodinjem ratu Majapana protiv Čičen Ice (1441—1541) iz kojeg razdoblja datiraju njegove zidine.
Nakon španskog osvajanja Jukatana, prvi pisani izvori navode kako je ovde još uvek postojalo naselje do 1550-ih, ali kako ga Španci nisu naselili ubrzo je potpuno napušteno.

## Arhitektura
Nazivi građevina u Ušmalu su uglavnom španski i nesu povezani s njihovom izvornom namenom. „Patuljkova palata” (Adivino) je prvo što se ugleda u Ušmalu. Palata se razlikuje od svih dotada izgrađenih piramida po tome što su joj temelji ovalni, a konstrukcija podseća na kupu. Jedini oštri rubovi su završetci stepenica. Hram nije prvobitno ovako izgledao, nadograđivan je pet puta u ciklusima od 52 godine, prema običaju Maja da nakon jednog ciklusa na starom svetištu nadograde novo. Hram na vrhu piramide bio je posvećen bogu neba. Palata je visoka 45 metra, a ime je dobila prema legendi u kojoj je patuljak sagradio palatu, nadmudrio lokalnog kralja i preuzeo prestolje.
U Ušmalu ima više vodoravnih zgrada nego piramida-gradova. Na primer, „Guvernerova palata” (Palacio de Gobernador) i „Dvorište kaluđerica” (Cuadrangulo de las Monjas) protežu se vodoravno, a građene su od pomno obrađenog kamenja i ukrašene različitim reljefima. Guvernerova palata sastoji se od tri dela, duga je 100 metara, a široka 15 metra. Ulaz u palatu okrenut je prema Veneri koja je s ovog mesta vidljiva svaku osmu godinu, planeti koja je veoma značajna u svetu Maja. U palati se nalazi 20 odaja, a u njoj je nekada obitavao vladar. Dugi geometrijski oblik friza spada među najlepše u drevnoj američkoj umetnosti. Očita je razlika i u izradi spratova, jer su viši spratovi uvek bogatije ukrašeni, pa tako predstavljaju kontrast glatkom prizemlju. Mnogi motivi na zgradama bili su samo dekoracija, ali često su imali i kulturna i verska značenja (simboli izrezbarene lobanje ukazuju na uticaj ratobornih Tolteka).
Ostaci u Ušmalu najvažniji su primer arhitektonskog stila puuc (600-900. godine), za koji je karakteristična upotreba krečnjačkih ploča i ukrašavanje pročelja palata prikazima nebeskih zmija dugih orlovskih nosova. U Ušmalu se zadržala tradicija izrade stela. Njihovi kipari su uvodili i nova stilska obeležja i pomalo narušili njihovu kiparsku vrednost. Stele su okupljali na posebne platforme i uveli su naglasak na centralnoj steli koja je najverojatnije prikazivala lokalnog vladara.
- „Čak” maska severne palate „dvorišta kaluđerica”
- „Guvernerova palata”
- „Patuljkova piramida”
- „Dvorište ptica”"
- „Golubarnik”
- Igralište za pok-ta-pok

## Literatura
- Thomas, Rebecca L. Cultures: A Guide to Multicultural Literature for Children (1996). Connecting. CONNECTING CULTURES (annotated изд.). Libraries Unlimited. стр. 390. ISBN 978-0-8352-3760-4. Приступљено 17. 5. 2014.
- Dunning, Nicholas P. (2006). „Long twilight or new dawn? Transformation of Maya civilization in the Puuc region”.  Ур.: Grube, Nikolai. Maya: Divine Kings of the Rain Forest. Eva Eggebrecht and Matthias Seidel (assistant eds.). Cologne, Germany: Könemann. стр. 323-337. ISBN 978-3-8331-1957-6. OCLC 71165439.
- Schele, Linda; Freidel, David (1992). A Forest of Kings: The Untold Story of the Ancient Maya (pbk reprint изд.). New York: Harper Perennial. ISBN 978-0-688-11204-2. OCLC 145324300.
- Stephens, John L. (1841). Incidents of Travel in Central America, Chiapas, and Yucatan. in 2 vols. Frederick Catherwood (illus.). New York: Harper & Brothers. OCLC 863468.
- Evans, Susan Toby (2004). Ancient Mexico and Central America.
- Gwin, Peter (фебруар 2005). „Seeing Through Walls”. National Geographic.
- Šprajc, Ivan (2000). „Astronomical Alignments at Teotihuacan, Mexico”. Latin American Antiquity. 11 (4). стр. 403—415.
- Sugiyama, Saburo (2005). „Governance and Polity at Classic Teotihuacan”. Mesoamerican Archaeology.
- Leibsohn, Dana, and Barbara E. Mundy (2015). „Making Sense of the Pre-Columbian”. http://www.fordham.edu/vistas Vistas: Visual Culture in Spanish America, 1520–1820 Проверите вредност параметра |url= (помоћ).
- Feder, Kenneth L. (2010). Encyclopedia of Dubious Archaeology: From Atlantis to the Walam Olum: From Atlantis to the Walam Olum (на језику: енглески). ABC-CLIO. стр. 34. ISBN 9780313379192. Приступљено 17. 3. 2019.
- Takacs, Sarolta Anna; Cline, Eric H. (2015). The Ancient World (на језику: енглески). Routledge. стр. 16. ISBN 9781317458395. Приступљено 17. 3. 2019.
- Koontz, Rex (2013). Mexico: From the Olmecs to the Aztecs. New York, New York: Thames and Hudson. ISBN 9780500290767.
- „The Aztecs/Mexicas”. Приступљено 2006-12-27.
- King, Heidi (2004). „Tenochtitlan”. Heilbrunn Timeline of Art History. New York: The Metropolitan Museum of Art. Приступљено 14. 8. 2021.
- Williams, Victoria (2020). Indigenous peoples : an encyclopedia of culture, history, and threats to survival. Santa Barbara, California: ABC-CLIO. стр. 722. ISBN 9781440861185.
- Ferguson, William M. (2001). Mesoamerica's ancient cities : aerial views of pre-Columbian ruins in Mexico, Guatemala, Belize, and Honduras (Rev. изд.). Albuquerque: University of New Mexico Press. ISBN 9780826328007. Приступљено 15. 8. 2021.
- Wicke, Charles R. (април 1965). „Pyramids and Temple Mounds: Mesoamerican Ceremonial Architecture in Eastern North America”. American Antiquity. 30 (4): 409—420. JSTOR 277940. S2CID 161286348. doi:10.2307/277940. Приступљено 15. 8. 2021.
- Joyce, Thomas Athol (1922). „The archaeological heritage of Mexico”. New World Review and Pan-Ameri- Can Magazine. 35: 197—203. Приступљено 15. 8. 2021.
- Werner, Michael S., ур. (2001). Concise encyclopedia of Mexico. Chicago: Fitzroy Dearborn. стр. 813. ISBN 9781135973773. Приступљено 15. 8. 2021.
- Columbia Electronic Encyclopedia, 6th Edition. EBSCO: Columbia University Press. 2020. ISBN 978-0-7876-5015-5. OCLC 1149280662.
- Yahya, Nazry Bin (28. 1. 2021). The Golden Ages of the Dark Ages. Singapore: Partridge Publishing. ISBN 9781543762792. Приступљено 15. 8. 2021.
- Cartwright, Mark (17. 2. 2015). „Teotihuacan”. World History Encyclopedia. Приступљено 15. 8. 2021.
- Cowgill, George L. (2013). „Possible Migrations and Shifting Identities in the Central Mexican Epiclassic”. Ancient Mesoamerica. 24 (1): 131—49. JSTOR 26300635. S2CID 162328949. doi:10.1017/S0956536113000060. Приступљено 15. 8. 2021.
- Coe, Michael, D (2013). Mexico: From the Olmecs to the Aztecs. New York, New York: Thames and Hudson. стр. 170—176. ISBN 978-0-500-29076-7.
- „Toltec 'builder'”. Credo Reference. 2018.
- „Tula or Tollan”. Credo Reference.
- Cartwright, Mark (27. 1. 2015). „El Tajin”. World History Encyclopedia. Приступљено 15. 8. 2021.
- „Historic Centre of Oaxaca and Archaeological Site of Monte Albán”. UNESCO. Приступљено 15. 8. 2021.
- Voorhies, Barbara (децембар 2005). „Ancient Mexico and Central America: Archaeology and Culture History. Susan Toby Evans. Thames and Hudson, London. 2004. 502 pp., bib. $70.00 (cloth), $50.00 (paper).”. Latin American Antiquity. 16 (4): 473—473. ISSN 1045-6635. doi:10.2307/30042512.
- Torvinen, Andrea; Nelson, Ben A. (март 2020). „Refinement of the Chronology of La Quemada, Zacatecas, Mexico, Using Ceramic Seriation”. Latin American Antiquity. 31 (1): 61—80. S2CID 214046921. doi:10.1017/laq.2019.106. Приступљено 15. 8. 2021.
- Trombold, Charles D. (28. 11. 1991). Ancient Road Networks and Settlement Hierarchies in the New World. Cambridge University Press. стр. 162. ISBN 9780521383370. Приступљено 15. 8. 2021.
- Palmer, Allison Lee (2009). The A to Z of architecture. Lanham, Md.: Scarecrow Press. ISBN 978-0810868953. Приступљено 15. 8. 2021.
- Kelly, Joyce (2001). An Archaeological Guide to Central and Southern Mexico. Norman: University of Oklahoma Press. стр. 30—2. ISBN 0-8061-3349-X.
- Neff, Hector (2011). „Evolution of the Mesoamerican Mother Culture”. Ancient Mesoamerica. 22 (1): 107—122 (16 pages). JSTOR 26309551. S2CID 145389188. doi:10.1017/S0956536111000150 — преко JSTOR.
- „Professor's Research Rocks Mesoamerican Cultural Theory”. www2.gwu.edu. Приступљено 2022-12-06.
- Inomata, Takeshi; Triadan, Daniela; Aoyama, Kazuo; Castillo, Victor; Yonenobu, Hitoshi (2013). „Early Ceremonial Constructions at Ceibal, Guatemala, and the Origins of Lowland Maya Civilization”. Science. 340 (6131): 467—471. Bibcode:2013Sci...340..467I. PMID 23620050. S2CID 29520487. doi:10.1126/science.1234493 — преко Science.org.
- PRINGLE, HEATHER (2013). „Deep Dig Shows Maya Architecture Arose Independently of Olmec's”. Science. 340 (6131): 417. ISSN 0036-8075. JSTOR 41942620. PMID 23620025. doi:10.1126/science.340.6131.417.

## Spoljašnje veze
- Fotografije Uxmala
- U[mal - Nacionalni institut za antropologiju i istoriju

Koordinate: 20°21′34″ 89°46′17″W / 20.35944° SGŠ; 89.77139° ZGD